# 微小环肋螺
微小环肋螺（学名：Plectotropos minima）为巴蜗牛科环肋螺属的动物，是中国的特有物种。分布于四川等地，生活环境为陆地，一般栖息于山区潮湿的灌木草丛中以及树干、落叶和石块下。

## 亚种
- 多毛环肋螺（学名：Plectotropis trichotropis trichotropis），Pilsbry于1850年命名，是中国的特有物种。分布于上海、浙江、江苏、江西、安徽等地，生活环境为陆地，多栖息于阴暗潮湿多腐殖质的灌木草丛中、落叶石块下以及岩石缝隙中。[2]
- 齿边多毛环肋螺（学名：Plectotropis trichotropis laciniata），Heude于1882年命名，是中国的特有物种。分布于浙江、江苏、安徽等地，生活环境为陆地，多栖息于丘陵坡地农田附近阴暗潮湿的灌木草丛中、落叶石块下以及土石缝中。[3]